# دوك نوكيم فورإيفر
دوك نوكيم فورإيفر (بالإنجليزية: Duke Nukem Forever)، هي لعبة فيديو من تطوير عدة ستوديوهات، ومن نشر تو كي جيمز الأمريكية، صدرت في الأسواق سنة 2011، وهي عودة إصدار اللعبة بعد غياب لأكثر من عدة سنوات، حيث تعمل لمنصات مايكروسوفت ويندوز وماك أوس وبلاي ستيشن 3 وغيره.

## المواقع الخارجية
- الموقع الرسمي
 (الانكليزيه)
- Duke Nukem Forever news archive at 3دي ريليسم website
- دوك نوكيم فورإيفر على موقع IMDb (الإنجليزية)
- Duke Nukem Forever نسخة محفوظة 30 يناير 2018 على موقع واي باك مشين. at MobyGames